# Galaktion Alpaidze
Galaktion Alpaidze, gruz. გალაქტიონ ალფაიძე, ros. Галактио́н Елисе́евич Алпаи́дзе (ur. 25 października?/7 listopada 1916 w Kursebi, zm. 2 maja 2006 w Moskwie) – radziecki generał porucznik pochodzenia gruzińskiego, dowódca poligonu i kosmodromu Plesieck w latach 1963–1977, a wcześniej zastępca dowódcy poligonu i kosmodromu Kapustin Jar. Jego nazwiskiem oznaczono asteroidę (11824) Alpaidze.

## Dzieciństwo i młodość
Alpaidze urodził się 7 listopada 1916 roku w rodzinie etnicznych gruzińskich chłopów we wsi Kursebi. W 1937, po siedmioletniej szkole, ukończył liceum przemysłowego w Kutaisi (technologia cieplna i energetyczna). Przez prawie dwa lata pracował jako elektryk w hydroelektrowni.

## Kariera wojskowa

### II wojna światowa
W 1938 wstąpił do Armii Czerwonej. W 1940 roku ukończył szkołę artylerii w Tbilisi. W czasie wybuchu wojny między hitlerowskimi Niemcami a Związkiem Radzieckim w czerwcu 1941, Alpaidze w randze majora był zastępcą dowódcy batalionu artylerii 36 pułku artylerii 43 Armii.
Między sierpniem a październikiem 1943 brał udział w działaniach obronnych nad rzeką Gum i w bitwie o Moskwę. W tym czasie wstąpił do WKP (b).
We wrześniu 1943 przejął dowództwo nad 36 pułkiem artylerii, który był już wtedy częścią 7 Gwardyjskiej Armii. Pułk brał udział w ciężkich bitwach przy przekraczaniu Dniepru, 1-8 października (bitwa o Dniepr). Następnie skierowano go na teren walk o Rumunię i do operacji wiedeńskiej. W marcu 1945 major Alpaidze wykazał się w trakcie ostatniej niemieckiej wielkiej ofensywy, operacji „Wiosenne Przebudzenie”. Świeżo mu przydzielony 972 Pułk Artylerii zniszczył 30 stanowisk ogniowych i liczne niemieckie czołgi, jednocześnie przygważdżając ogniem sześć niemieckich baterii artylerii. W ciągu jednego dnia, 11 marca, został ranny trzykrotnie, ale nadal dowodził podległymi jednostkami. Za odwagę i bohaterstwo został odznaczony orderem Bohatera Związku Radzieckiego i Orderem Lenina 28 kwietnia 1945.

### Zimna wojna
Po zakończeniu II wojny światowej Alpaidze służył nadal w Grupie Południe Radzieckich Sił Zbrojnych. Ukończył Akademię Wojskową im. Dzierżyńskiego w stopniu pułkownika, po czym przejął dowództwo nad dywizją artylerii piechoty stacjonującej pod Stalingradem.
Między 1946 a 1950 członek Rady Najwyższej ZSRR.
W latach 1953–1955 był dowódcą poligonu i artylerii przeciwlotniczej w okręgu wojskowym Północny Kaukaz. W latach 1957–1959 dowódcą 4 Dywizji Artylerii. W 1957 ukończył Generalską Szkołę Sztabową im. Woroszyłowa z awansem na generała majora.

### Kosmonautyka
W 1959 został mianowany zastępcą dowódcy poligonu rakietowego Kapustin Jar, przyszłego kosmodromu.
W 1962, w trakcie kryzysu kubańskiego dowodził zespołem mającym wybrać miejsce pod nową placówkę testującą technologie rakietowe. W efekcie został dowódcą tajnego ośrodka badań rakietowych i kosmicznych, odpowiedzialnym za rozwijanie systemów rakietowych i antyrakietowych. Kierował budową i powiększeniem kosmodromu w Plesiecku – największego radzieckiego poligonu rakietowego i najbardziej aktywnego centrum kosmicznego na świecie. W przypadku ataku jądrowego, Plesieck miał być pierwszą jednostką uderzeniową lub kontratakującą, był przez to w ciągłym stanie podwyższonej gotowości bojowej. Rakiety pod dowództwem generała Alpaidzego celowały w takie miasta jak Waszyngton, Nowy Jork, Los Angeles czy Chicago.
Do odejścia na emeryturę w 1975, jako kierownik miejscowego państwowego centrum badań naukowych, nadzorował start około 700 rakiet bojowych i kosmicznych.

### Poza wojskiem
Od 1975 do 1992 Alpaidze był zastępcą dyrektora i głównym konstruktorem w Moskiewskim Instytucie Inżynierii Cieplnej.
Zmarł w 2006 roku i został pochowany na cmentarzu Tojekurowskim w Moskwie.

## Odznaczenia i nagrody
- Bohater Związku Radzieckiego ze Złotą Gwiazdą, nr 5434 (28 kwietnia 1945)
- Order Lenina (28 kwietnia 1945)
- Order Wojny Ojczyźnianej 1. klasy
- Order Czerwonego Sztandaru, dwukrotnie
- Order Czerwonego Sztandaru Pracy
- Order Aleksandra Newskiego
- Order Czerwonej Gwiazdy, czterokrotnie
- Medal „Za zwycięstwo nad Niemcami w Wielkiej Wojnie Ojczyźnianej 1941–1945”
- Medal jubileuszowy „Dwudziestolecia zwycięstwa w Wielkiej Wojnie Ojczyźnianej 1941–1945”
- Medal jubileuszowy „Trzydziestolecia zwycięstwa w Wielkiej Wojnie Ojczyźnianej 1941–1945”
- Medal jubileuszowy „Czterdziestolecia zwycięstwa w Wielkiej Wojnie Ojczyźnianej 1941–1945”
- Medal jubileuszowy „50-lecia zwycięstwa w Wielkiej Wojnie Ojczyźnianej 1941–1945”
- Medal jubileuszowy „60-lecia zwycięstwa w Wielkiej Wojnie Ojczyźnianej 1941–1945”
- Nagroda Stalinowska
- Nagroda Państwowa ZSRR (1977)
- inne odznaczenia ZSRR, Węgier, Rumunii i Gruzji